# Montse Mínguez i García
Montse Mínguez i García   (Lleida, 2 de juliol de 1976) és una economista, professora universitària i política catalana. Membre del PSC, és Llicenciada en Administració i Direcció d’Empreses per la URV i màster en Comptabilitat, Auditoria i Control de Gestió per la UdL.
Va iniciar la seva trajectòria política com a regidora a l’Ajuntament de Lleida el 2003. Va exercir com a segona i després primera tinenta d’alcaldia durant el mandat d’Àngel Ros. El 2019 va fer el salt a la política estatal com a diputada al Congrés per Lleida.
És membre de l’executiva federal del PSOE des del 2021, on ocupa la secretaria de Treball, Economia Social i Treball Autònom. El 2023 va ser nomenada secretària general del grup parlamentari socialista al Congrés. El juny de 2025, en el marc de la crisi oberta pel cas Santos Cerdán, Pedro Sánchez la va incorporar a l’equip interí de la secretaria d’organització del PSOE. És considerada una persona de màxima confiança de Salvador Illa dins del projecte de renovació del PSC.